# Nelson Line
Die Nelson Line war eine britische Reederei mit Sitz in Liverpool, die einen Liniendienst nach Südamerika unterhielt. Offizieller Name war  Nelson Steam Navigation Company Ltd.

## Geschichte
1880 wurde die Nelson Line gegründet, mit Hauptsitz in Liverpool. Sie unterhielt einen kombinierten Passagier- und Frachtdienst nach Südamerika. Die Schiffe der Reederei waren an einem roten Schornstein mit weiß-schwarz-weißen Bändern unterhalb der schwarzen Kappe zu erkennen. Alle ihre Schiffsnamen begannen mit dem Wort „Highland“.
Die ursprüngliche Route verlief von Liverpool nach Rio de Janeiro und Buenos Aires; dabei stand der Frachtdienst deutlich im Vordergrund. Im Jahre 1910 eröffnete die Reederei einen weiteren Service, bei dem der Passagiertransport im Vordergrund stand. Dieser Dienst startete in London und verlief über Boulogne, La Coruña und Vigo nach Montevideo und Buenos Aires. 1913 wurde die Nelson Line durch die Royal Mail-Gruppe aufgekauft.
Die Royal Mail-Gruppe ging 1932 aufgrund der Weltwirtschaftskrise von 1929 in Konkurs und wurde als Royal Mail Line Ltd. (RML) neu gegründet. Die Nelson Line wurde nun ein Teil dieser Gesellschaft und ihre Schiffe wurden auf die RML übertragen, womit die Nelson Line aufhörte zu bestehen.

## Flotte der Nelson Line
| Jahr        | Name                  | Tonnage   | Werft                              | Status/Schicksal                                                    |
| ----------- | --------------------- | --------- | ---------------------------------- | ------------------------------------------------------------------- |
| 1890 (1889) | Highland Scot (I)     | 3060 BRT  | k. A.                              | 1909 außer Dienst                                                   |
| 1890        | Highland Chief        | 2648 BRT  | k. A.                              | 1912 verkauft                                                       |
| 1891        | Highland Lassie       | 2648 BRT  | k. A.                              | 1904 gesunken                                                       |
| 1891        | Highland Mary         | 2989 BRT  | Craig, Taylor & Co. Ltd., Stockton | 1911 verkauft                                                       |
| 1891        | Highland Glen (I)     | 2989 BRT  | Craig, Taylor & Co. Ltd., Stockton | 1909 außer Dienst                                                   |
| 1899        | Highland Laird        | 4117 BRT  | R. Duncan & Co. Ltd., Glasgow      | 1928 verkauft                                                       |
| 1901        | Highland Brigade (I)  | 5662 BRT  | k. A.                              | 1918 torpediert und gesunken                                        |
| 1902        | Highland Corrie (I)   | 4050 BRT  | k. A.                              | 1909 außer Dienst                                                   |
| 1902        | Highland Ghilie       | 4050 BRT  | k. A.                              | 1912 verkauft                                                       |
| 1903        | Highland Hope (I)     | 5155 BRT  | Russell & Co. Ltd., Port Glasgow   | 1914 durch dt. Kreuzer Karlsruhe gekapert und versenkt              |
| 1903        | Highland Enterprise   | 5155 BRT  | Russell & Co. Ltd., Port Glasgow   | 1930 verkauft                                                       |
| 1904        | Highland Watch        | 6027 BRT  | Russell & Co. Ltd., Port Glasgow   | 1927 aufgelegt / 1930 zum Abbruch verkauft                          |
| 1904        | Highland Harris       | 6027 BRT  | Russell & Co. Ltd., Port Glasgow   | 1927 aufgelegt / 1930 zum Abbruch verkauft                          |
| 1904        | Highland Heather      | 6027 BRT  | Russell & Co. Ltd., Port Glasgow   | 1918 bei Irland torpediert und gesunken                             |
| 1905 (1890) | Highland Fling        | 3822 BRT  | k. A.                              | 1907 bei Cape Lizard gesunken                                       |
| 1905        | Highland Laddie (I)   | 3750 BRT  | k. A.                              | 1907 verkauft                                                       |
| 1910        | Highland Rover        | 7365 BRT  | Russell & Co. Ltd., Port Glasgow   | 1932 außer Dienst                                                   |
| 1910        | Highland Scot (II)    | 7365 BRT  | Russell & Co. Ltd., Port Glasgow   | 1918 bei Brasilien gesunken                                         |
| 1910        | Highland Glen (II)    | 7365 BRT  | Russell & Co. Ltd., Port Glasgow   | 1929 verkauft                                                       |
| 1910        | Highland Brae         | 7365 BRT  | Russell & Co. Ltd., Port Glasgow   | 1915 durch dt. Hilfskreuzer Kronprinz Wilhelm gekapert und versenkt |
| 1910        | Highland Laddie (II)  | 7177 BRT  | k. A.                              | 1929 verkauft                                                       |
| 1910        | Highland Pride        | 7493 BRT  | k. A.                              | 1929 bei Vigo im Sturm gesunken                                     |
| 1910        | Highland Warrior (I)  | 7493 BRT  | k. A.                              | 1915 gesunken                                                       |
| 1911        | Highland Loch         | 7493 BRT  | k. A.                              | 1929 verkauft                                                       |
| 1911        | Highland Piper        | 7493 BRT  | k. A.                              | 1929 verkauft                                                       |
| 1916 (1903) | Highland Star         | 7485 BRT  | k. A.                              | 1927 aufgelegt / 1930 zum Abbruch verkauft                          |
| 1920        | Highland Warrior (II) | 8442 BRT  | k. A.                              | 1932 an Royal Mail Line Ltd. übertragen                             |
| 1928        | Highland Monarch      | 14157 BRT | Harland & Wolff Ltd., Belfast      | 1932 an Royal Mail Line Ltd. übertragen                             |
| 1928        | Highland Brigade (II) | 14157 BRT | Harland & Wolff Ltd., Belfast      | 1932 an Royal Mail Line Ltd. übertragen                             |
| 1928        | Highland Chieftain    | 14157 BRT | Harland & Wolff Ltd., Belfast      | 1932 an Royal Mail Line Ltd. übertragen                             |
| 1929        | Highland Hope (II)    | 14157 BRT | Harland & Wolff Ltd., Belfast      | 1930 an der port. Küste gesunken                                    |
| 1929        | Highland Princess     | 14157 BRT | Harland & Wolff Ltd., Belfast      | 1932 an Royal Mail Line Ltd. übertragen                             |
| 1932        | Highland Patriot      | 14157 BRT | Harland & Wolff Ltd., Belfast      | 1932 an Royal Mail Line Ltd. übertragen                             |